# Kulturraum
Kulturraum bezeichnet allgemein das derzeitige Verbreitungsgebiet (Region oder Land) einer eingrenzbaren Kultur – im Unterschied zum ethnologischen „Kulturareal“ (Kulturprovinz), das oft ein geschichtliches, ursprünglicheres Verbreitungsgebiet erfasst. Die Volkskunde beschäftigt sich mit dem europäischen Kulturraum und unterscheidet dabei den überstaatlichen deutschen Kultur- und Sprachraum beispielsweise in einen bairischen Kulturraum in Österreich und Bayern und einen niederdeutschen Kulturraum im Osten der Niederlande und Norden Deutschlands. Teils verallgemeinernd wird vom französischen oder britischen Kulturraum gesprochen, der auch Überseegebiete und ehemalige Kolonien einschließen kann. In Bezug auf Religionen wird beispielsweise zwischen einem christlich-katholischen und einem islamischen Kulturraum unterschieden; dabei gibt es Überschneidungen mit der veralteten Kulturkreislehre, deren neuere Alternative die transkulturelle Gesellschaft ist.
„Kulturraumverdichtung“ bezeichnet einander ergänzende oder miteinander konkurrierende Kulturräume, die sich am selben Ort oder in derselben Region überschneiden, beispielsweise in Grenzgebieten (siehe auch Kulturgrenze, Sprachgrenze).
„Kulturraumformung“ bezeichnet die bewusste und unbewusste manipulative Gestaltung des mentalen Wahrnehmungsbildes eines Kulturraumes durch Politik und Gesellschaft. Damit wird die Identifikation des Raumes und der Kultur mit seiner Bevölkerung erreicht, um beispielsweise gebietsmäßige Ansprüche zu begründen.

## Bedeutung für die Volkskunde
Im Rahmen der volkskundlichen Erforschung regionaler Unterschiede wird nach der Charakteristik und Entstehung einzelner Kulturräume gefragt. Unterschieden wird dabei in Reliktgebiete und Novationsräume: In einem Reliktgebiet wurden altartige Kulturphänomene über größere Zeiträume hinweg tradiert; in einem Novationsraum hingegen konnten sich technische Errungenschaften sehr rasch durchsetzen und ausbreiten.
Die Kulturraumforschung entwickelte sich in den 1920er-Jahren im Rheinland, breitete sich dann aber in Europa aus. Das Hauptaugenmerk der beteiligten Wissenschaftler lag bis in die 1980er-Jahre auf der Erstellung sogenannter Volkskunde-Atlanten, um die gewonnenen Erkenntnisse optimal veranschaulichen zu können (siehe dazu Atlas der deutschen Volkskunde).
Durch die nationalsozialistische Verwendung der Bezeichnung während des Dritten Reichs war die Kulturraumforschung nach 1945 disqualifiziert, so dass sie seitdem nur noch in kleinem Rahmen betrieben wurde. Heinrich L. Cox, Gerda Grober-Glück und insbesondere Günter Wiegelmann schenkten ihr größere Aufmerksamkeit.
In der frühen Volkskunde und der deutschen Völkerkunde wurde neben Kulturraum auch die Bezeichnung Kulturareal, gleichsinnig mit „Kulturprovinz“, benutzt.

## Kritik
Anfang der 1990er Jahre schlug der deutsche Philosoph Wolfgang Welsch das Modell der transkulturellen Gesellschaft vor, das inzwischen an vielen Hochschulen gelehrt wird. Kulturelle Traditionen sind demnach nicht fest definiert, sondern inhomogen und wandlungsfähig, weshalb es unsinnig sei, Individuen auf eine bestimmte kulturelle Identität zu reduzieren.